# Bustarviejo
Bustarviejo là một đô thị trong Cộng đồng Madrid, Tây Ban Nha. Đô thị Bustarviejo có diện tích 56,29 km², dân số theo điều tra năm 2010 của Viện thống kê quốc gia Tây Ban Nha là 1862 người. Đô thị Bustarviejo nằm ở khu vực có độ cao 1222 mét trên mực nước biển.